# Alfred de Vigny
Alfredo Víctor de Vigny (Loches, 27 de marzo de 1797 - París, 17 de septiembre de 1863) fue un poeta, dramaturgo, y novelista francés.

## Biografía
Alfred de Vigny nació en una familia aristocrática. Su padre fue un veterano de la Guerra de los siete años; su madre, veinte años menor, era una mujer de carácter fuerte, inspirada por Rousseau, que se encargó personalmente de la educación de Vigny en sus primeros años. Al igual que para todas las familias nobles de Francia, la Revolución francesa disminuyó sus condiciones de vida considerablemente. Después de la derrota de Napoleón en Waterloo, regresó la monarquía a manos de la casa de Borbón, siendo nombrado Rey Luis XVIII, el hermano de Luis XVI, en 1814. 
Deslumbrado en su infancia por la gloria del Imperio, ingresó en el ejército hacia 1813, alcanzando el grado de subteniente en 1817. Ascendió a teniente en 1822 y a capitán enseguida, en 1823. A continuación fue destinado a la unidad conocida como los Cien Mil Hijos de San Luis. No llegó a entrar en España con su regimiento, de lo que se lamentaba amargamente diciendo: "Los acontecimientos que yo esperaba, no tuvieron la grandeza que hubiera sido de desear". Y, tras catorce años de vida militar, aspirando en vano a la gloria, dejó la carrera de las armas y publicó una de sus obras maestras: Servidumbre y grandeza militares, auténtico clásico en la materia, en 1835. 
Vigny se asoció a una de las compañías aristocráticas de Maison du Roi. Y, desde siempre atraído por la literatura y versado en historia francesa y bíblica, comenzó a escribir poesía. Publicó su primer poema en 1820, y más adelante publicó un poema narrativo titulado Eloa en 1824 sobre el tema entonces popular de la redención de Satán, y una compilación de obras en 1826 para Poèmes antiques et modernes. Tres meses después, publicó una novela histórica Cinq-Mars, sobre el marqués Henri Coiffier de Ruzé, conspirador en la época de Luis XIII contra el cardenal Richelieu; con el éxito que tuvieron estos dos volúmenes, Vigny se convirtió en la estrella del emergente movimiento romántico, aunque de este rol sería pronto desplazado por su amigo Victor Hugo. Se estableció en París con su joven novia británica (Lydia Bunbury, con la que se casó en Pau en 1825).

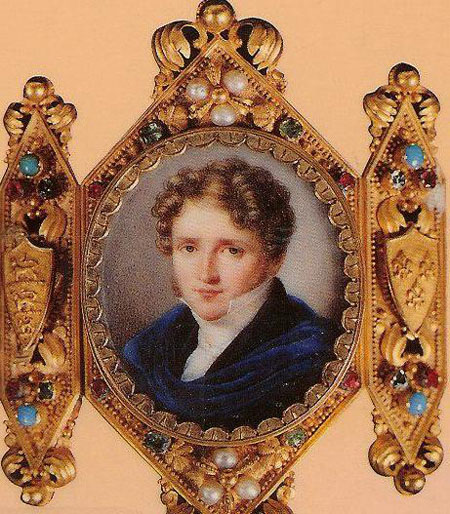
Alfred Victor de Vigny.

Vigny trabajó con Émile Deschamps en una traducción de Romeo y Julieta en (1827). Progresivamente atraído por el liberalismo, apoyó el derrocamiento de Carlos X en la revolución de julio de 1830. En 1831, presentó su primera obra teatral original La Maréchale d'Ancre, un drama histórico también sobre eventos del reinado de Luis XIII de Francia. Con ese motivo conoció a la actriz Marie Dorval, que se convirtió en su amante hasta 1838 (su esposa quedó casi inválida y nunca aprendió a hablar francés, no tuvieron hijos y Vigny además se sintió decepcionado cuando su suegro se casó en segundas nupcias, obstaculizando la oportunidad de recibir su herencia).

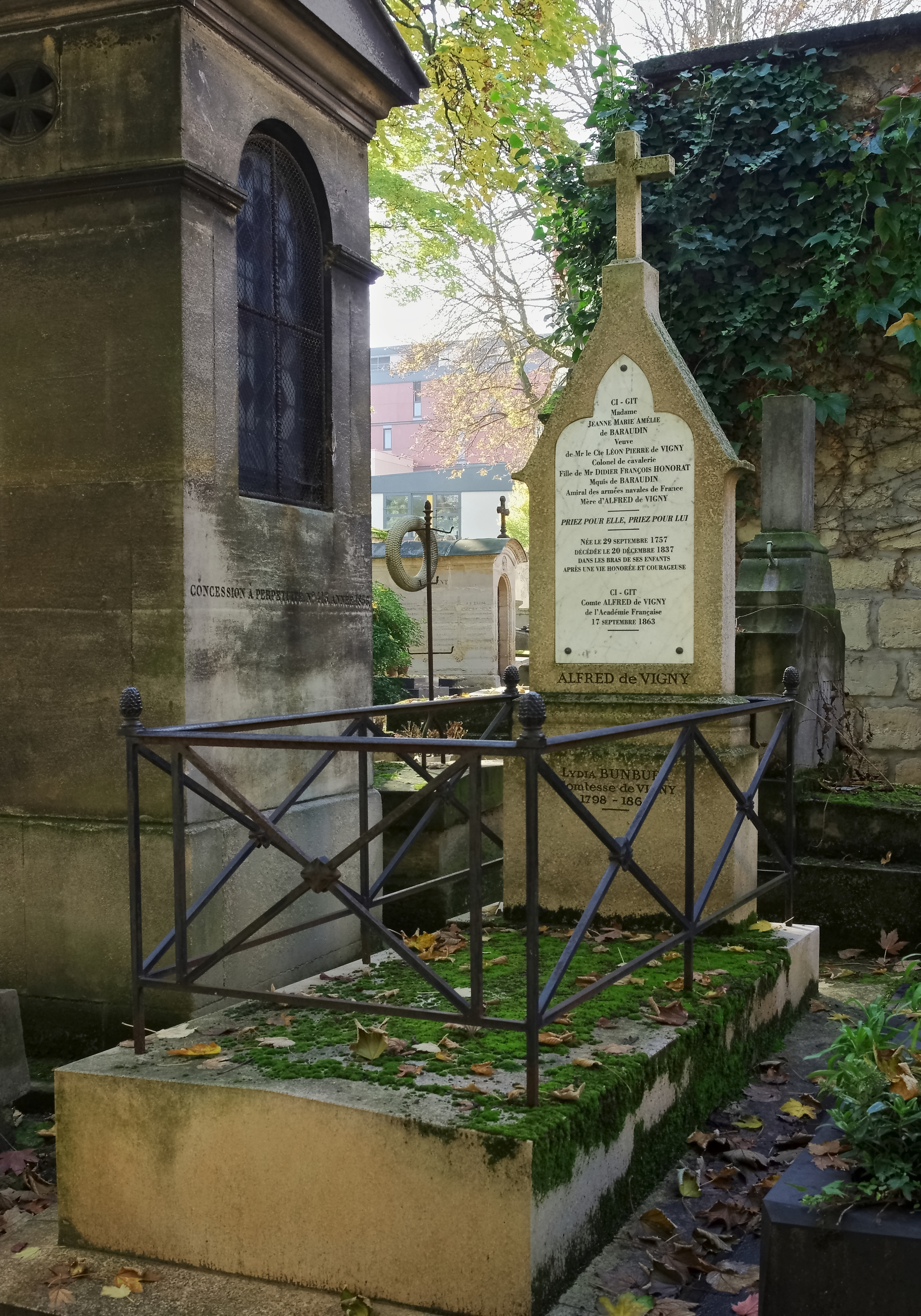

En 1835, produjo un drama titulado Chatterton, basado en la vida de Thomas Chatterton, en el cual Marie Dorval obtuvo uno de los papeles protagonistas. Chatterton se considera uno de los dramas románticos franceses más significativos, y aun es representado con regularidad. La historia de Chatterton se inspiró en uno de los tres episodios de la novela filosófica de Vigny Stello (1832), en la que examina la relación de la poesía con la sociedad y concluye que el poeta, condenado a ser mirado con sospecha en todo orden social, debe permanecer apartado de este. Servitude et grandeur militaires (1835) fue una meditación tripartita similar, considerando la condición de los soldados. La marginación inevitable del artista o el científico es algo que simboliza, por ejemplo, en uno de sus poemas más conocidos, Botella al mar, donde un capitán introduce en una botella antes de naufragar la posición del escollo que ha destruido su barco:
Y sonríe al pensar que aquel vidrio tan frágil / llevará su mensaje y su nombre hasta el puerto; / que es como una isla nueva que así agranda la tierra; / que aquel astro descubierto confía a la suerte; / que Dios puede dejar que unas aguas absurdas / hundan barcos, mas no pensamientos; / y que con la botella ha vencido a la muerte. [...] ¿Qué elixir es aquél? Pescador, es la ciencia. / El divino elixir que el espíritu bebe, / pensamiento, experiencias que son todo un tesoro. / [...] ¡Oh, recuerdo perenne! Gloria al que ha descubierto / algo humano o del mundo, los dos grandes misterios, / lo que es justo y el Bien, fuentes mal conocidas, / o el espléndido abismo insondable del Arte. / Poco importa el olvido, la injusticia insensata, / remolinos y hielos de la gran travesía. / Sobre la última losa crece el árbol glorioso.
Aunque Alfred de Vigny fue exitoso como escritor, su vida personal no fue feliz. Su matrimonio fue decepcionante y la relación con Marie Dorval fue tormentosa y plagada de celos; y su talento literario fue eclipsado por otros. Después de la muerte de su madre en 1838 heredó la propiedad de Maine-Giraud, cerca de Angoulême, donde Vigny escribió algunos de sus poemas más famosos incluyendo La Mort du loup y La Maison du berger. En 1845, después de varios intentos infructuosos, fue elegido miembro de la Académie Française.
En sus últimos años dejó de publicar, aunque continuó escribiendo, y su diario es considerado por los académicos modernos como una gran obra en sí misma. Vigny se consideraba a sí mismo más un filósofo que un autor literario; fue uno de los primeros autores franceses en interesarse en el budismo. Su filosofía de vida era pesimista y estoica, pero dio importancia a la fraternidad humana, el cultivo del conocimiento y la solidaridad, como valores elevados. Empleó varios años preparando la colección póstuma de poemas conocida como Les Destinées (aunque fue titulada originalmente Poèemes philosophiques) que concluye con su mensaje final, L'Esprit pur.
Alfred de Vigny contrajo cáncer gástrico alrededor de los 60 años, al cual se enfrentó con estoicismo: Quand on voit ce qu'on est sur terre et ce qu'on laisse / seul le silence est grand; tout le reste est faiblesse / Cuando ves lo que somos y lo que representa la vida / sólo el silencio es grande; todo lo demás es debilidad.) Vigny murió en París el 17 de septiembre de 1863, pocos meses después de fallecer su esposa, y fue enterrado a su lado en el Cimetière de Montmartre en París.

## Obras seleccionadas
- Le Bal (1820)
- Poèmes (1812)
- Éloa, ou La sœur des anges (1824)
- Poèmes antiques et modernes (1826)
- Cinq-Mars (1826)
- La maréchale d'Ancre (1831)
- Stello (1832)
- Quitte pour la peur (1833)
- Servitude et grandeur militaires (1835)
- Servidumbre y grandeza de las Armas (1939)
- Chatterton (1835)
- Les Destinées (1864)
- Journal d'un poète (1867)
- Œuvres complètes (1883-1885)
- Daphné (1912)